# Diocesi di Salde
La diocesi di Salde (in latino Dioecesis Salditana seu Saldicensis) è una sede soppressa e sede titolare della Chiesa cattolica.

## Storia
Salde, corrispondente alla città di Bijaya nell'odierna Algeria, è un'antica sede episcopale della provincia romana della Mauritania Sitifense. Dopo la conquista araba, la città assunse il nome di Bugia, da cui l'odierno nome di Bijaya, per essere stato un importante centro di produzione di piccole candele, chiamate appunto bugie.
In antichità è documentato un solo vescovo di Salde, Pascasio, il cui nome appare al 41º posto nella lista dei vescovi della Mauritania Sitifense convocati a Cartagine dal re vandalo Unerico nel 484; Pascasio, come tutti gli altri vescovi cattolici africani, fu condannato all'esilio. La sede di Bugia è ricordata ancora nell'XI secolo in una lettera di papa Gregorio VII clero et populo Buzee, dove si fa menzione della consacrazione nel 1076 dell'arcivescovo Servando.
Dal XVIII secolo Salde è annoverata tra le sedi vescovili titolari della Chiesa cattolica; dal 6 aprile 2024 il vescovo titolare è Simiao Purificaçao Fernandes, vescovo ausiliare di Goa e Damão.
In passato è esistita anche la sede titolare di Bugia, soppressa nel corso dell'Ottocento.

## Cronotassi

### Vescovi residenti
- Pascasio † (menzionato nel 484)
- Servando † (menzionato nel 1076)

### Vescovi titolari
- Alberto, O.F.M. † (1415 - 1442 deceduto)[2]
- Hieronim Antoni Szeptycki † (20 luglio 1739 - 24 settembre 1759 nominato vescovo di Płock)
- Ignatius Krzyzanowski † (14 giugno 1762 - ?)
- Bernard-Claude Panet † (12 agosto 1806 - 4 dicembre 1825 succeduto arcivescovo di Québec)
- Daniel O'Connor, O.E.S.A. † (25 aprile 1834 - 10 luglio 1867 deceduto)[3]
- Henri-Jean-Maria Prud'homme † (29 gennaio 1937 - 5 gennaio 1952 deceduto)
- Hélder Pessoa Câmara † (3 marzo 1952 - 12 marzo 1964 nominato arcivescovo di Olinda e Recife)
- Henri-Martin-Félix Jenny † (15 maggio 1965 - 15 febbraio 1966 succeduto arcivescovo di Cambrai)
- Marie-Joseph Lemieux, O.P. † (24 settembre 1966 - 4 marzo 1994 deceduto)
- Sylvester Carmel Magro, O.F.M. † (10 marzo 1997 - 20 gennaio 2018 deceduto)
- Limacêdo Antônio da Silva (4 aprile 2018 - 25 ottobre 2023 nominato vescovo di Afogados da Ingazeira)
- Simiao Purificaçao Fernandes, dal 6 aprile 2024